# 2002年坦帕塞斯纳撞楼事件
2002年1月5日，美国佛罗里达州坦帕塔彭斯普林斯东湖中学的15岁学生查尔斯·J·毕肖普（英語：Charles J. Bishop）驾驶偷窃的塞斯纳172型飞机撞击当地的美国银行广场。飞机撞毁了一间办公室，毕肖普当场丧命，但没有其他人员伤亡。

## 事故概要
美国东部时间2002年1月5日下午5点，查尔斯·毕肖普的飞行教练把他单独留在飞机上以进行飞行前检查。随后，毕肖普未经允许启动了飞机并从圣彼得—克利尔沃特国际机场起飞。同时，接到空管部门警报的美国海岸警卫队和附近的迈克迪尔空军基地注意到这架飞机的动向。毕肖普无视了海岸警卫队派出的直升机的警告继续飞行，最终撞上一座办公楼并当场毙命。飞机撞击在第28和29层中间。

## 事后调查

### 作案动机
一名政府官员称，肇事者查尔斯·J·毕肖普事发前正在学习驾驶飞机，并有进行飞行前检查的资格，但不被允许独自飞行。当地警方称有理由相信这是一起自杀式袭击。警方从毕肖普的家中收缴了他的电脑，试图寻找作案动机。调查人员从飞机残骸中找到了毕肖普的遗书。毕肖普在遗书中明确称自己没有帮凶，并表现出其支持數個月前发动九一一恐怖袭击事件的基地组织领导人本·拉登。
毕肖普的母亲起诉了生产药品异维A酸的罗氏公司，要求其赔偿7000万美元。但在2002年6月，她称自己“身心受伤到无法继续”而撤回提告。根据尸检结果，查尔斯·毕肖普体内并未发现异维A酸的踪迹。异维A酸是一种治疗痤疮的药物，但使用后会出现重度抑郁症等不良反应。
事件发生第二天，联邦航空管理局发布了包含有关的青少年驾机飞行的安全提醒。另外，全国实验飞机协会等组织也对青少年飞行安全提出了更高的要求。

### 其他
本次塞斯纳撞楼事件发生同日，在加利福尼亚州和科罗拉多州分别发生了坠机事件。时任美国总统乔治·W·布什掌握了这三起事件。根据官方声明，这三起事件没有关联。